# Мертон, Томас

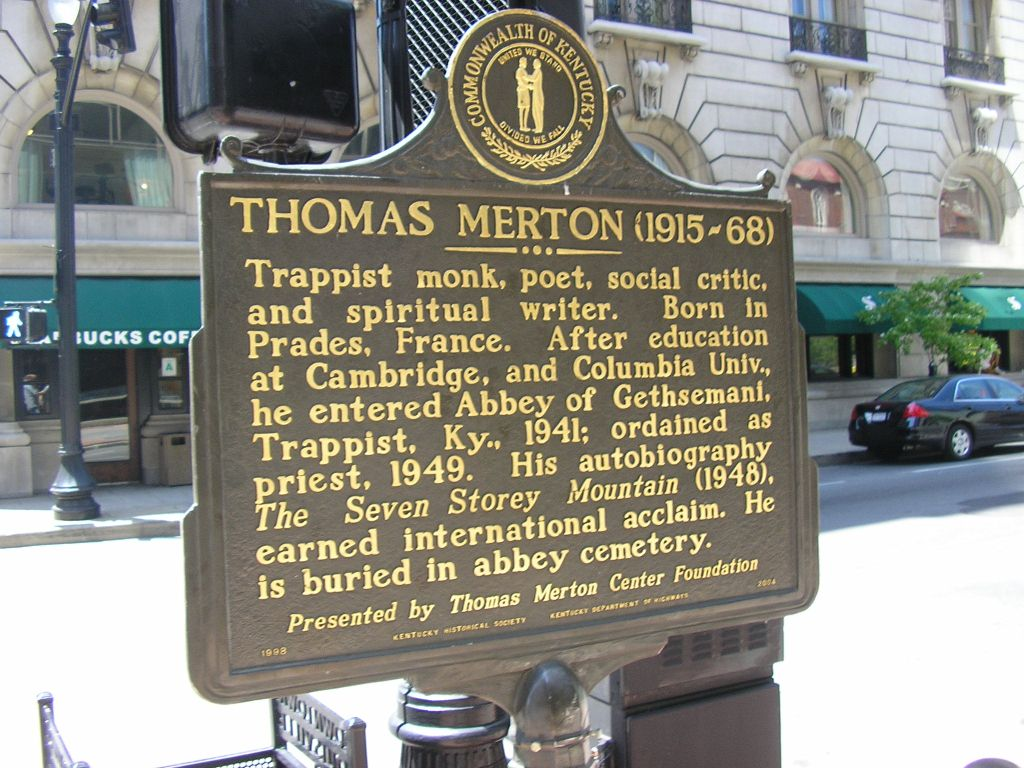
Памятная табличка в честь Томаса Мертона в центре Луисвилля, Кентукки.

Томас Мертон (англ.  Thomas Merton; 31 января 1915, Прад, Восточные Пиренеи — 10 декабря 1968, Бангкок) — американский поэт, монах-траппист, богослов, преподаватель, публицист, общественный деятель, проповедник дзэн-католицизма.

## Биография
Родился в семье художников, рано потерял мать, а вскоре и отца.
По первой профессии журналист из протестантской семьи, без интереса к религии. В 1930-е годы Томас Мертон познакомился с известной католической деятельницей Екатериной Фёдоровной Дохерти — эмигранткой из России и основательницей католического движения «Дом Мадонны». Он начал свою социальную деятельность в основанном ею «Доме Дружбы» в Гарлеме.
В результате духовных поисков пришёл к католицизму, вскоре после этого принял решение стать монахом. Со временем стал одним из крупнейших католических писателей XX века, популяризатором католицизма.
Знакомился с множеством деятелей и духовных опытов разных религий, в том числе освоил техники буддийской медитации Японии, Шри-Ланки и Тибета. Воспитывал в своих учениках глубокое уважение и интерес к духовному наследию Востока. В качестве влиятельного католического публициста вызвал неудовольствие американских властей после протестов против агрессии США во Вьетнаме. Ему было запрещено публиковать статьи в прессе, и он организовал издание самиздата в монастыре.

Погиб в Бангкоке в результате несчастного случая от удара электрического тока.

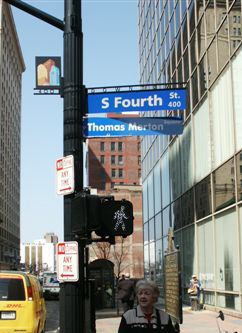
Площадь имени Мертона

В России известен главным образом благодаря переводам Андрея Кириленкова (проза) и Регины Дериевой (стихи).

## Сочинения
- Merton, Thomas (1948),  Seven Storey Mountain / by William H. Shannon. — Orlando, Florida: Harcourt, Inc, 1948. — ISBN ISBN 978-0-15-100413-3.
- Merton, Thomas (1967), The Way of Chuang Tzu, New York: New Directions, ISBN 0-8112-0103-1
- Merton, Thomas (1967), Mystics and Zen Masters, New York: Farrar, Strauss and Giroux, ISBN 0-374-52001-1
- Merton, Thomas (1968), Zen and the Birds of Appetite, New Directions Publishing Corporation, ISBN 0-8112-0104-X

На русском языке
- Мертон Т. Дзен и голодные птицы // Мистицизм: христианский и буддистский. — Киев: София, 1996. — С. 193—283. — 288 с. — ISBN 5-7101-0112-5.
- Мертон Т. Новые семена созерцания. — М.: Вера и мысль, 1997. — 31 с.
- Мертон Т. Одинокие думы / Под ред. Наталии Трауберг. — М.: Издательство Францисканцев, 2003. — 128 с. — ISBN 5-89208-050-1.
- Мертон Т. Семена созерцания / Сост. Андрей Кириленков. — М.: Общедоступный Православный Университет, 2005. — 296 с. — ISBN 5-87507-276-8.
- Мертон Т. Внутренний опыт. Заметки о созерцании / Под ред. Уильяма Шэннона. — М.: Общедоступный Православный Университет, 2011. — 184 с. — ISBN 978-5-87507-284-0.
- Мертон Т. Стихи и проза / Пер., сост. и пред. Анны Курт. — М.: Общедоступный Православный Университет, 2018. — 280 с. — ISBN 5-87507-271-7.
- Мертон Т. Христианские мистики и учителя дзен. — М.: Энигма, 2018. — 256 с. — ISBN 978-5-94698-273-3.
- Мертон Т. Христианская мистика. Тринадцать лекций монаха-трапписта / под ред. Суини Джон М.. — Москва: ББИ, 2020. — 268 с. — ISBN 978-5-89647-388-6.
- Мертон Т. Семиярусная гора. — Москва: Эксмо, 2021. — 528 с. — ISBN 978-5-04-118735-4.